# ワイメア (カウアイ島)
ワイメア（Waimea）は、アメリカ合衆国ハワイ州のカウアイ島南西部の海岸に位置する地区の地名。この地名のハワイ語における文字通りの意味は「赤い水」である。ワイメアは、ハワイ州カウアイ郡の国勢調査指定地域（CDP）のひとつの名称となっており、2010年の国勢調査（2010 United States Census）におけるこのCDPの人口は1,855人であった。1778年にハワイに到達した最初のヨーロッパ人たちは、ワイメアに上陸した。このため、カウアイ島では「ハワイ最初/オリジナルの観光地 (Hawaii's Original Visitor Destination)」という皮肉の入ったスローガンが生まれた。

## 地理

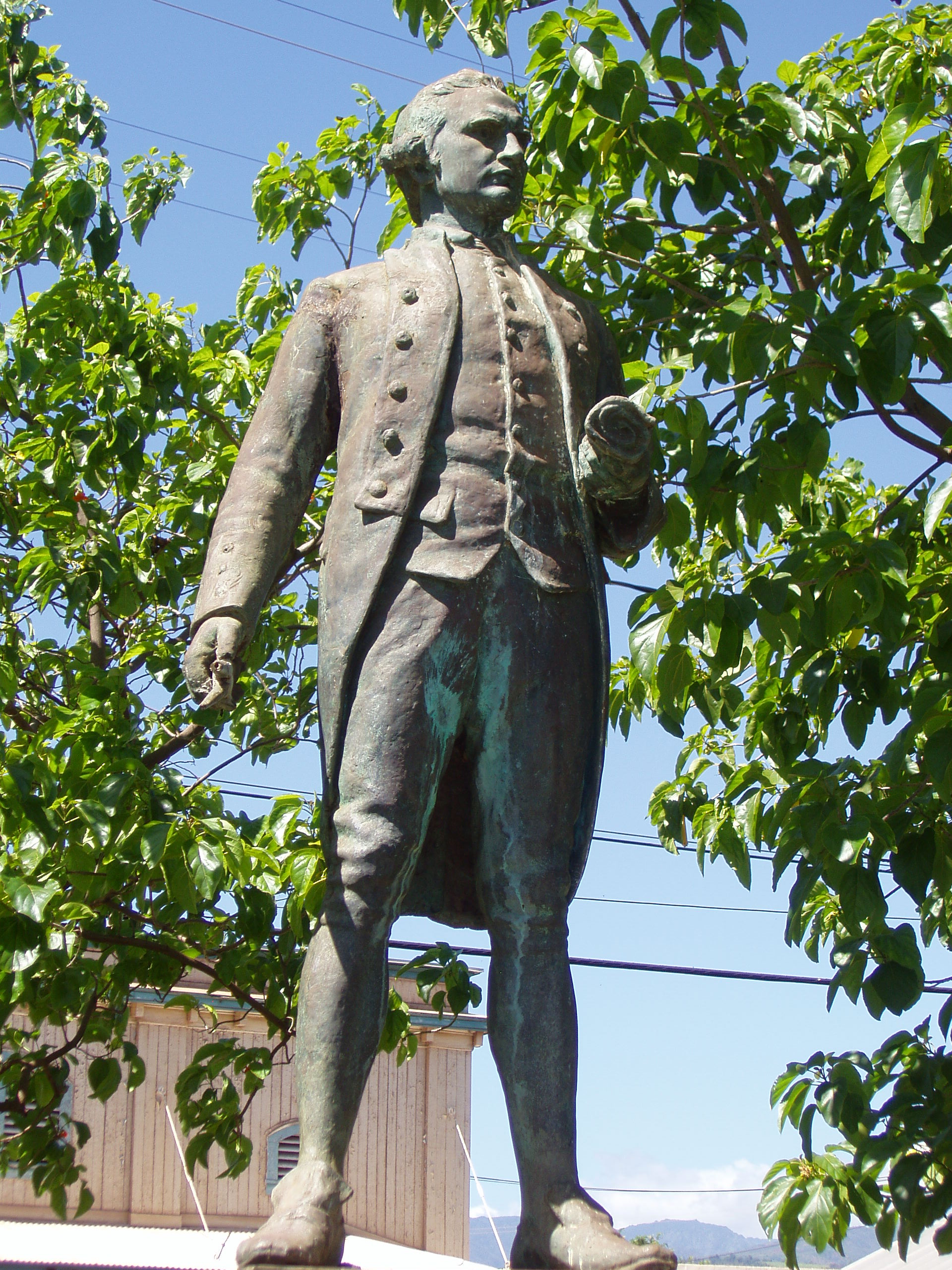
カウアイ島ワイメアに立つジェームズ・クック艦長の像。1778年1月のハワイへの最初の到達を記念したもの。

イギリス海軍の一員として太平洋各地の探検航海を行なったジェームズ・クックは、第3回航海の途中で、ハワイ諸島に到達し、1778年1月20日にワイメアに初上陸した。現在では、土砂の堆積などのため、クックが上陸した正確な場所は分からなくなっているが、クック上陸地とされる一帯は公園化されており、1962年にアメリカ合衆国国定歴史建造物、1966年にアメリカ合衆国国家歴史登録財として登録されている。また、そこのワイメア川向かいには、カウアイ島最後の王カウムアリイ（Kaumualiʻi）がロシア帝国の露米会社へ建設させた「エリザベス要塞」（アメリカ合衆国国定歴史建造物）がある。
ワイメア周辺を含むカウアイ島の南西部は、日照時間の長い気候条件や、ワイメア渓谷からの水利条件に恵まれ、19世紀後半から海岸に近い緩斜面を中心にサトウキビ生産が盛んに行なわれ、また20世紀末までサトウキビ・プランテーションが存続した。
プランテーションでの労働力として、日本人を含む多数の移民が周辺に移住し、そのまま定住した。まとまった数の日本人が定住したワイメアには、1899年に遡る歴史のある仏教会（ワイメア東本願寺）が、戦時中を除いて存続してきた。
ワイメアは観光客、特に近くの渓谷や山稜を目指すハイカーたちに人気がある場所である。

## 人口構成
2000年の国勢調査の時点で、ワイメアCDPには、人口1,787 人、世帯数 620 世帯、 456 家族が居住していた。人口密度は、1平方マイルあたり 1,707.2人（1平方キロメートルあたり 657.1人）であった。家屋は676戸あり、1平方マイルあたり 645.8戸（1平方キロメートルあたり 248.6戸）であった。民族構成は、白人が12.65%、アフリカ系が0.11%、大陸先住民族系0.22%、アジア系42.98%、太平洋先住民族系12.31%、その他 1.12%、複数の血統を引く者30.61%であった。いずれの民族であるかを問わず、ヒスパニック、ないし、ラティーノに該当する者は、全体の7.22%であった。
620世帯のうち、33.2パーセントには18歳未満の子どもが同居しており、52.3パーセントには婚姻関係にある夫婦が同居し、15.6パーセントには夫のいない女性の世帯主がいて、26.3パーセントは非家族世帯であった。22.1パーセントは単身世帯で、10パーセントは65歳以上の独居世帯であった。 世帯員数は平均2.80人、家族員数は平均3.27人であった。 
このCDPの人口は、26.1パーセントが18際未満で、7.2パーセントが18歳から24歳、22.4パーセントが25歳から44歳、24.8パーセントが45歳から64歳、19.5パーセントが65歳以上であった。平均年齢は41歳。性比は、女性100人に対し男性94.0人、18歳以上に限ると女性100人に対し男性86.8人であった。
このCDPの世帯収入の中央値は、44,398ドルで、家族世帯の収入の中央値は、46,591ドルであった。男性の所得中央値は38,542ドルであったのに対し、女性は26,513ドルであった。このCDPの1人あたり所得は18,778ドルであった。家族世帯のおよそ8.1パーセント、人口の11.5パーセントは、貧困線以下の水準にあり、年代別では18歳未満の16.2パーセント、65歳以上の8.7パーセントが該当する。

## 教育
ワイメア高等学校（Waimea High School）は、合衆国で最も西に位置する高校である。